# Ріметя (комуна)
Ріметя (рум. Rimetea) — комуна у повіті Алба в Румунії. До складу комуни входять такі села (дані про населення за 2002 рік):
- Колцешть (611 осіб)
- Ріметя (602 особи) — адміністративний центр комуни

Комуна розташована на відстані 298 км на північний захід від Бухареста, 41 км на північ від Алба-Юлії, 36 км на південь від Клуж-Напоки.

## Населення
За даними перепису населення 2002 року у комуні проживали 1213 осіб.
Національний склад населення комуни:
| Національність | Кількість осіб | Відсоток |
| -------------- | -------------- | -------- |
| угорці         | 1059           | 87,3%    |
| румуни         | 145            | 12,0%    |
| цигани         | 8              | 0,7%     |
| німці          | 1              | 0,1%     |

Рідною мовою назвали:
| Мова      | Кількість осіб | Відсоток |
| --------- | -------------- | -------- |
| угорська  | 1060           | 87,4%    |
| румунська | 152            | 12,5%    |
| німецька  | 1              | 0,1%     |

Склад населення комуни за віросповіданням:
| Релігія       | Кількість осіб | Відсоток |
| ------------- | -------------- | -------- |
| унітарії      | 924            | 76,2%    |
| православні   | 153            | 12,6%    |
| реформати     | 60             | 4,9%     |
| римо-католики | 32             | 2,6%     |
| п'ятдесятники | 10             | 0,8%     |